# NGC 1377

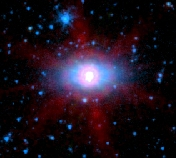
NGC 1377 dans le domaine de l'infrarouge (Télescope spatial Spitzer).

NGC 1377 est une galaxie lenticulaire située dans la constellation de l'Éridan. NGC 1377 a été découverte par l'astronome germano-britannique William Herschel en 1799.

## Caractéristiques
NGC 1377 renferme des régions d'hydrogène ionisé.

### Distance
Sa vitesse par rapport au fond diffus cosmologique est de 1 669 ± 31 km/s, ce qui correspond à une distance de Hubble de 24,6 ± 1,8 Mpc (∼80,2 millions d'al).
À ce jour, une mesure non basée sur le décalage vers le rouge (redshift) donne une distance d'environ 21,000 Mpc (∼68,5 millions d'al). Cette valeur est tout juste à l'extérieur des valeurs de la distance de Hubble. Notons que c'est avec la valeur moyenne des mesures indépendantes, lorsqu'elles existent, que la base de données NASA/IPAC calcule le diamètre d'une galaxie et qu'en conséquence le diamètre de NGC 1377 pourrait être d'environ 22,0 kpc (∼71 800 al) si on utilisait la distance de Hubble pour le calculer.

### Luminosité dans l'infrarouge
La luminosité de la galaxie NGC 1377 dans l'infrarouge lointain (de 40 à 400 µm)  est égale à 8,91 × 109 {\displaystyle L_{\odot }} (109,95{\displaystyle L_{\odot }}) et sa luminosité totale dans l'infrarouge (de 8 à 1 000 µm) est de 1,35 × 1010 {\displaystyle L_{\odot }} (1010,13{\displaystyle L_{\odot }}).

## Trou noir supermassif
Une équipe d'astronomes a rapporté la découverte d'un jet de gaz froid et dense au centre de NGC 1377. Ils ont utilisé le grand réseau de radiotélescopes ALMA pour détecter ce jet dont la longueur atteint 500 années-lumière et dont la largeur fait moins de 60 années-lumière. Habituellement, les jets provenant d'un trou noir supermassif sont très étroits et composés de plasma chaud, ce qui n'est pas le cas pour celui de NGC 1377. On croit que la présence de ce jet dont la masse atteint environ deux millions de fois celle du Soleil permet au trou noir supermassif de croître.

## Groupe de NGC 1395
NGC 1377 fait partie du groupe de NGC 1395. Ce groupe fait partie de l'amas de l'Éridan et il comprend au moins 31 galaxies, dont NGC 1315, NGC 1325, NGC 1331, NGC 1332, NGC 1347, NGC 1353, NGC 1371, NGC 1385, NGC 1395, NGC 1401, NGC 1414, NGC 1415, NGC 1422, NGC 1426, NGC 1438, NGC 1439, IC 1952, IC 1953 et IC 1962.